# Ariake (Tokyo)
Ariake (有明) est un quartier de l’arrondissement de Kōtō, à Tokyo. Il est divisé en quatre districts, les « chōme » (丁目), et se compose de 4 291 habitants. Il comprend l’espace no 10 gagné sur la mer dans la baie de Tokyo via un terre-plein et fait partie du nouveau centre urbain de la baie de Tokyo.
Son code postal est 135-0063.

## Aperçu
Ariake est situé à l’est de Odaiba, au sud-ouest de Shinonome et au sud de Toyosu. Il est traversé par la ligne côtière de la Voie Express Shuto, l’Autoroute de la baie de Tokyo et la ligne ferroviaire Rinkai de la baie de Tokyo. Selon la norme, les districts 1 et 2 sont situés dans le nord d’Ariake, et les districts 3 et 4 dans le sud. Chaque année, le Tōkyō Big Sight accueille 13 millions de visiteurs.
Les districts 1 et 2 furent délimités lors de la mise en place du système d'adressage le 1er avril 1968. Les districts 3 et 4 furent formés le 1er avril 1979, mais leurs limites furent modifiées le 1er novembre 2009, devenant ainsi adjacents au district 2 du quartier de Shinonome. L’autoroute no 357 sépare les districts 3 et 4.

## Lieux principaux

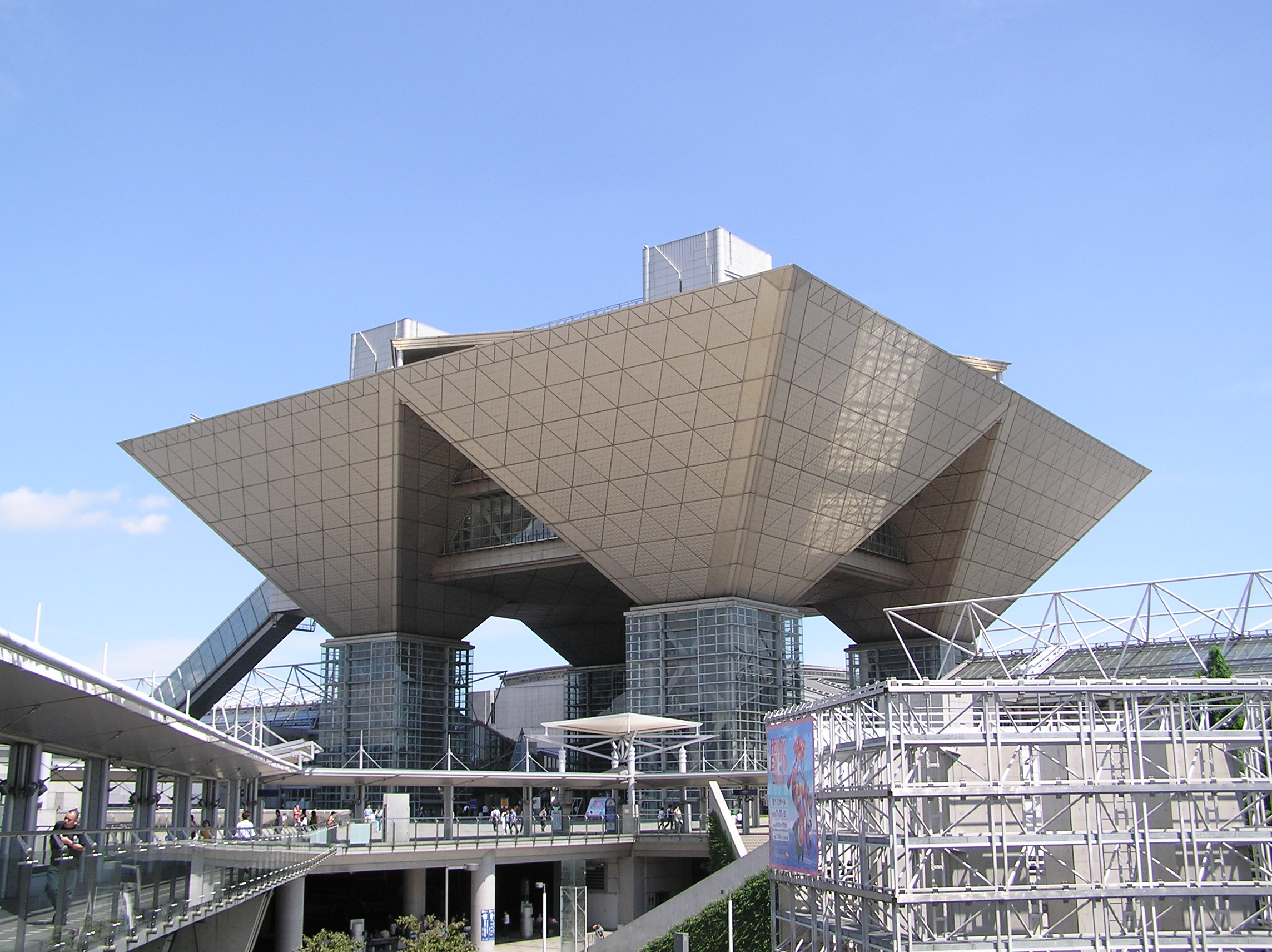
Tōkyō Big Sight

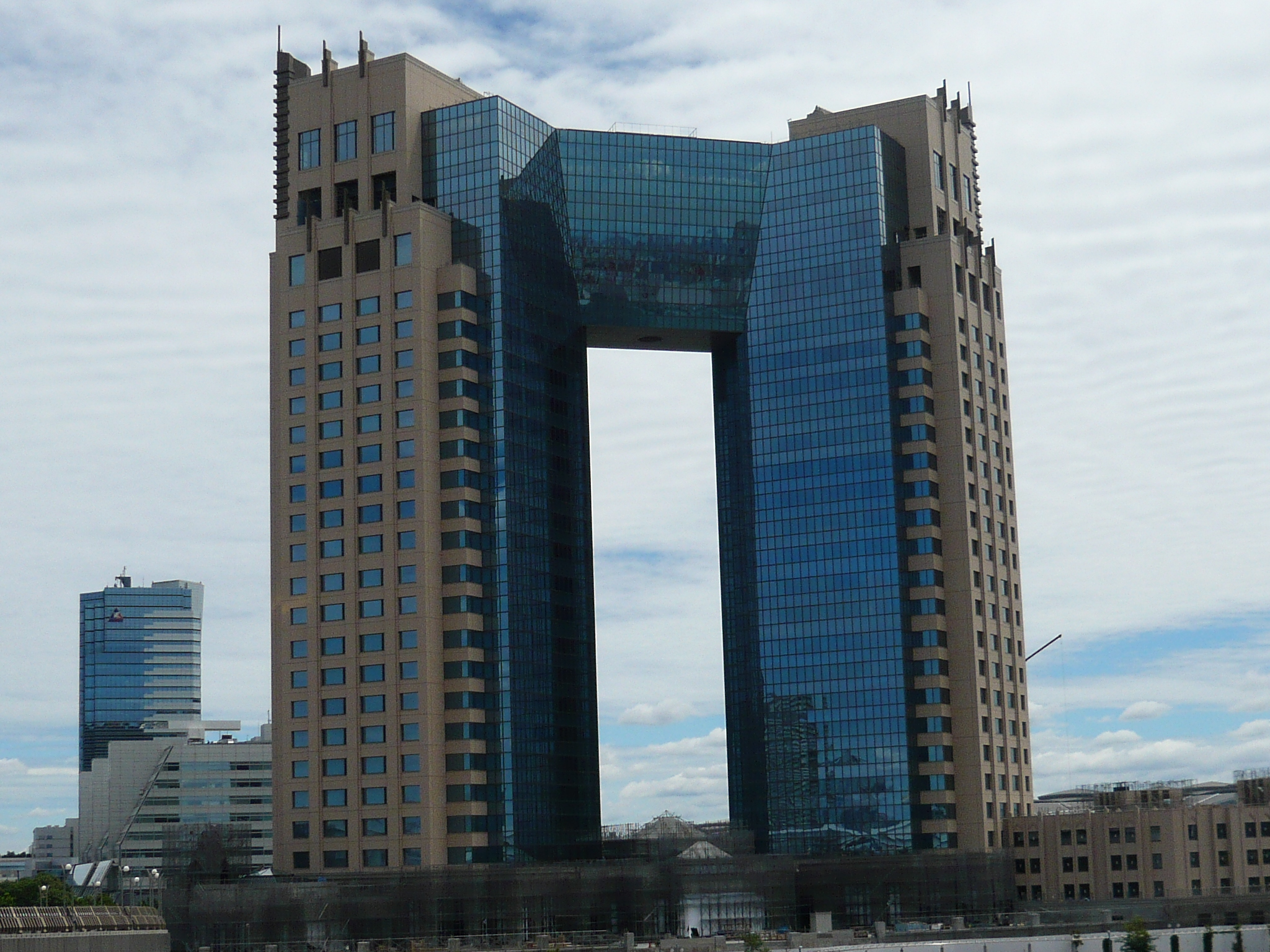
L’hôtel Tōkyō Bay Court Club

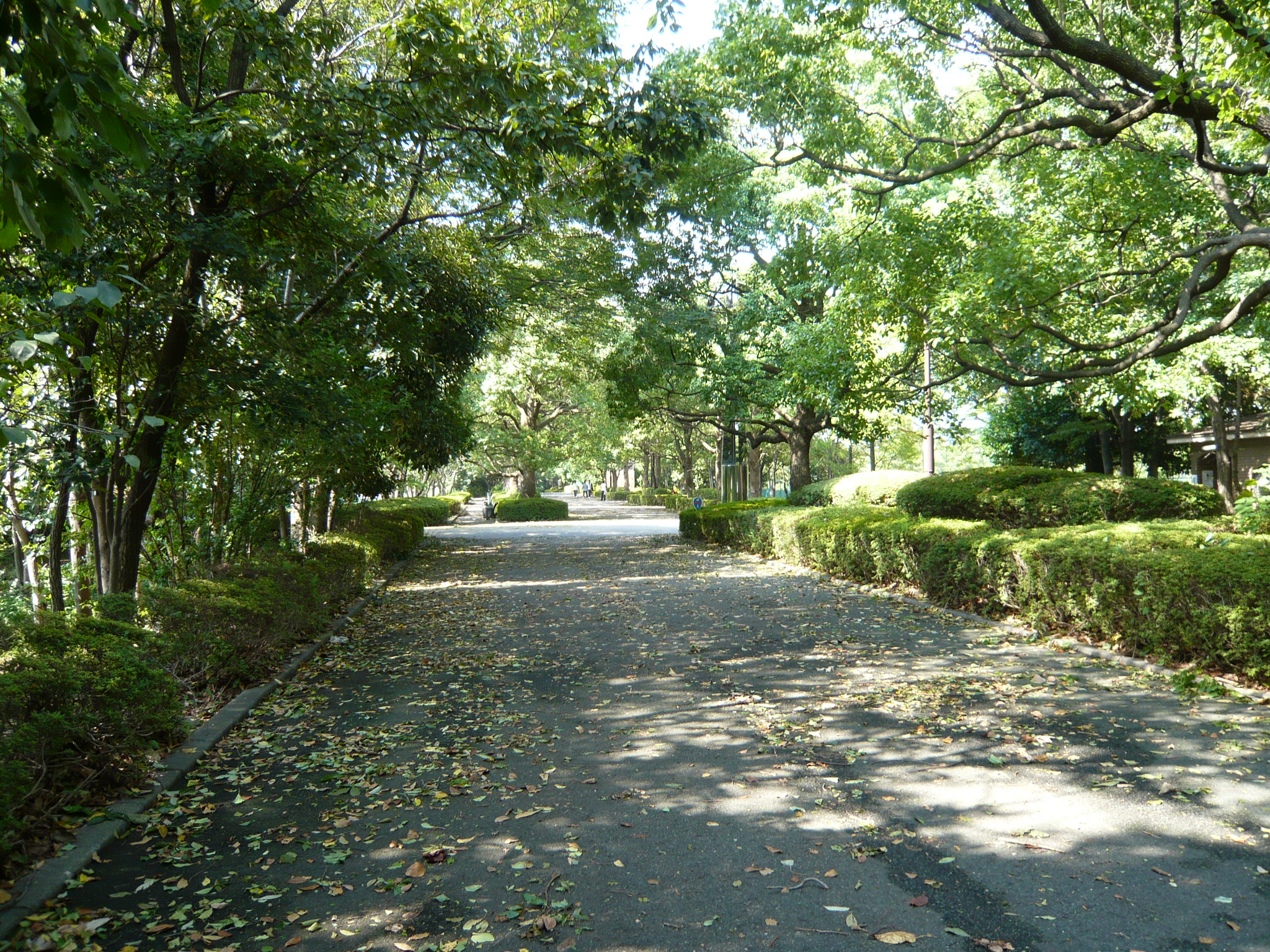
Ariake Tennis Park

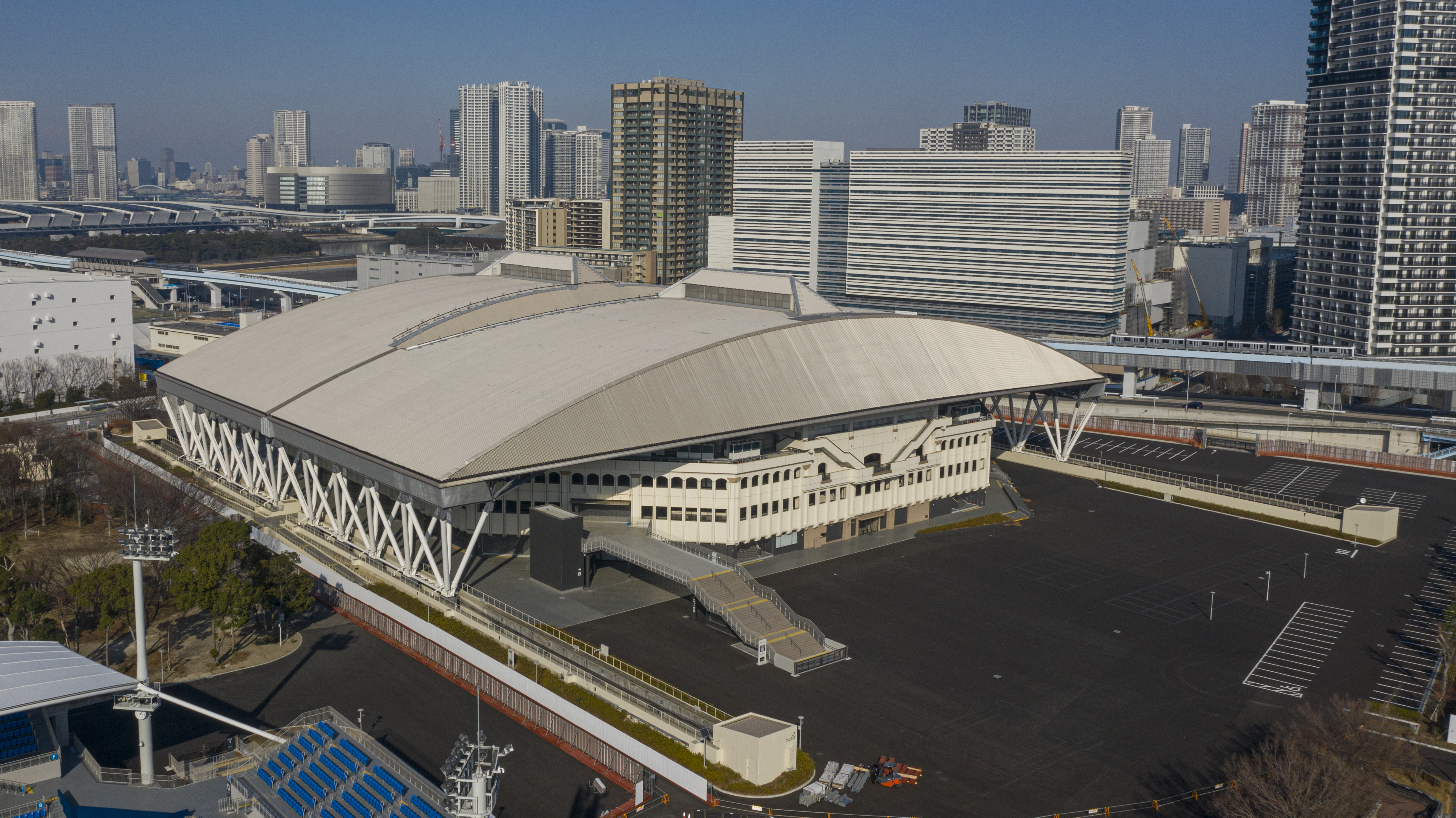
Ariake Colosseum

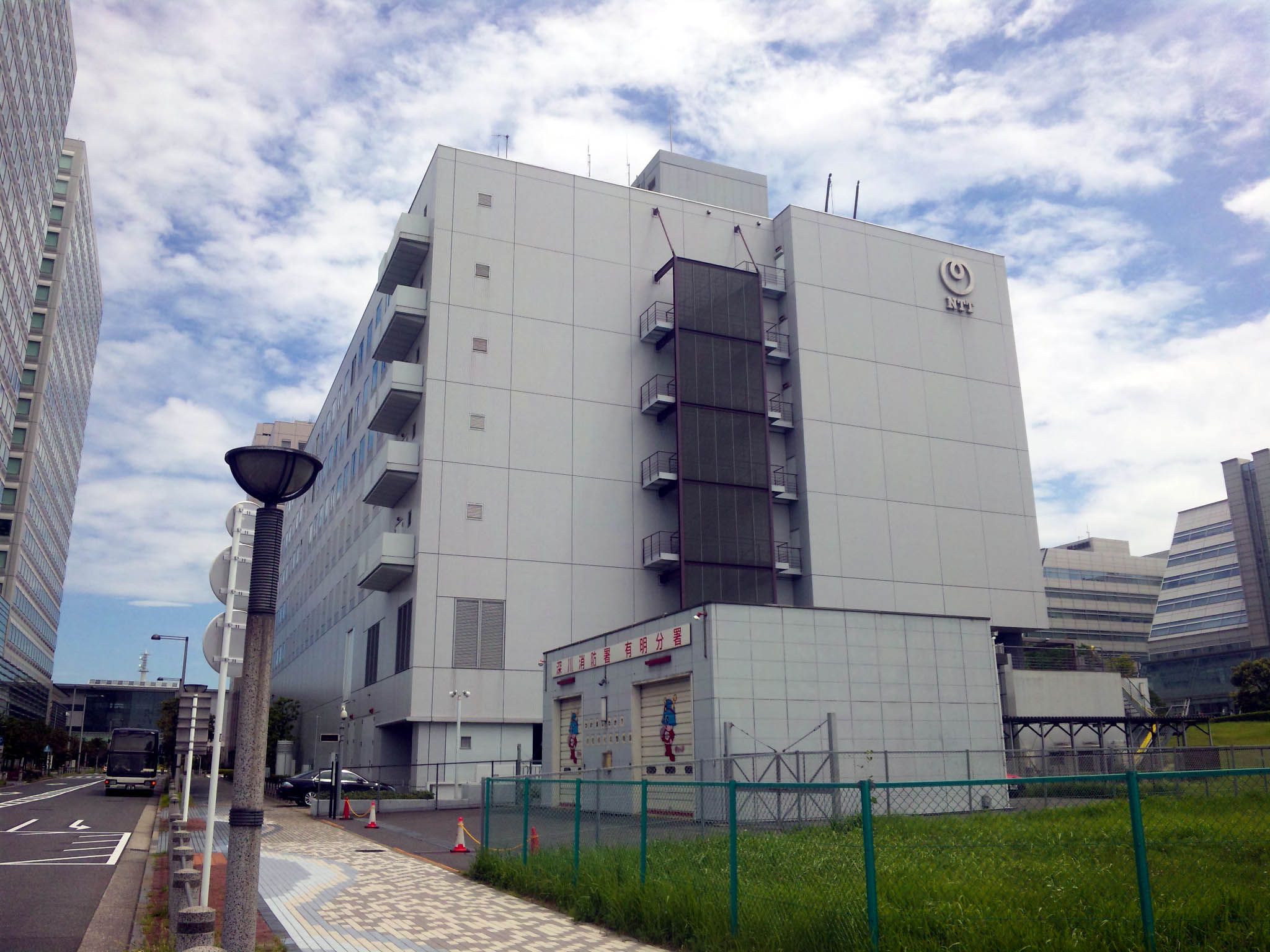
Immeuble central NTT d’Ariake

### District 1 d’Ariake
- Immeubles d’appartements Horizon Mare, Galleria Grande et Brillia Mare Ariake
- City Tower Ariake
- Brillia Ariake Sky Tower
- Differ Ariake Arena
- Pont Kiyari
- Pont Ariakekita
- Pont Fujima

### District 2 d’Ariake
Des équipements scolaires et des installations sportives y ont été installés.
- Ariake Tennis Park
  - Ariake Colosseum
- Ariake Sport Center
- Université des Sciences Médicales et de Santé de Tokyo Ariake
- Collège d’Enseignement des Arts
- Sagawa Express Bay Area Center
- École primaire d’Ariake
- Lycée d’Ariake
- Usine du nettoiement du Bureau de l’Environnement de Tokyo
- Pont Nozomi
- Pont Shinto
- Pont Ariake
- Pont Aomi

### District 3 d’Ariake
Ce district accueille le Tōkyō Big Sight, des installations commerciales, des immeubles de bureaux et des hôtels.
- Symbol Promenade Park
  - Pont Yume no Ō
- Water Place Park
- Ariake West Pier Park
- Tokyo Rinkai Disaster Prevention Park
- L’Hôpital Ariake de Recherche contre le Cancer
- K-Museum
- Tōkyō International Exhibition Center (Tokyo Big Sight )
- Tōkyō Fashon Town
  - Siège de Ōtsuka Kagu, Ltd
- Partire Tōkyō Bay Wedding Village and Square
- Tokyo Bay Ariake Washington Hotel
- Tōkyō Bay Court Club Hotel & Spa Resort
  - Hotel Trusty Tōkyō Bayside
- Hôtel Sunroute Ariake
- Ariake Frontier Building
  - Siège de la société Universal Entertainment Inc.
- Lavis Inc.
- Ariake Central Tower
- Caserne de Pompiers de Fukagawa – Section d’Ariake
- Pont Akemi
- Bureaux d’Ariake de la société TOC Co., Ltd
  - MassMutual Life Insurance Co.
- Panasonic Center Tōkyō
- Tōkyō Water Science Museum
- NTT Urban Development Ariake Center Building
- Campus Ariake de l’Université de Musashino
- Ariake Passenger Boat Terminal
- Steel Pier

### District 4 d’Ariake
Ce district accueille principalement des entrepôts, généralement liés à l’industrie du papier.
- Ferry Pier
- Ferry Pier Park
- Entrepôts 1 et 2 de la Nippon Paper Logistics
- Entrepôt d’Oji Logistics
- Entrepôt de Daio Paper
- Centre de livraison de la Japan Pulp and Paper Company

## Transports
- Ligne Rinkai : Gare de Kokusai-Tenjijō
- New Transit Yurikamome : Stations d'Ariake Tennis no Mori, Ariake et Tokyo Big Sight
- Bus Toei – Ligne 01 Rainbow Bridge, Ligne 01 Monzen-Nakachō, Lignes 05 et 06 express, Ligne 16 Tōkyō-eki, Ligne 19 Monzen-Nakachō
- Bus Keihin Kyūkō – À partir de l’Aéroport de Haneda, Ligne de la Gare de Yokohama
- Airport Transport Service – À partir de l’Aéroport de Haneda, à partir de l’Aéroport de Narita vers Tōkyō City Air Terminal (T-CAT) et vers la Ligne Tōkyō Big Sight.
- Tōkyō Cruise Ship Co. – Ariake Passenger Boat Terminal de la ligne Tōkyō Mizube